# Tai Po Sports Ground
Le Tai Po Sports Ground (en chinois : 大埔運動場), est un stade omnisports (servant principalement pour le football et l'athlétisme) hongkongais situé à Tai Po dans les Nouveaux Territoires, à Hong Kong.
Le stade, doté de 3 200 places et inauguré en 1992, sert d'enceinte à domicile pour l'équipe de football du Wofoo Tai Po.

## Transports
Le stade se situe à 15-20 min à pied de la station de métro Tai Wo sur la East Rail Line.

## Galerie

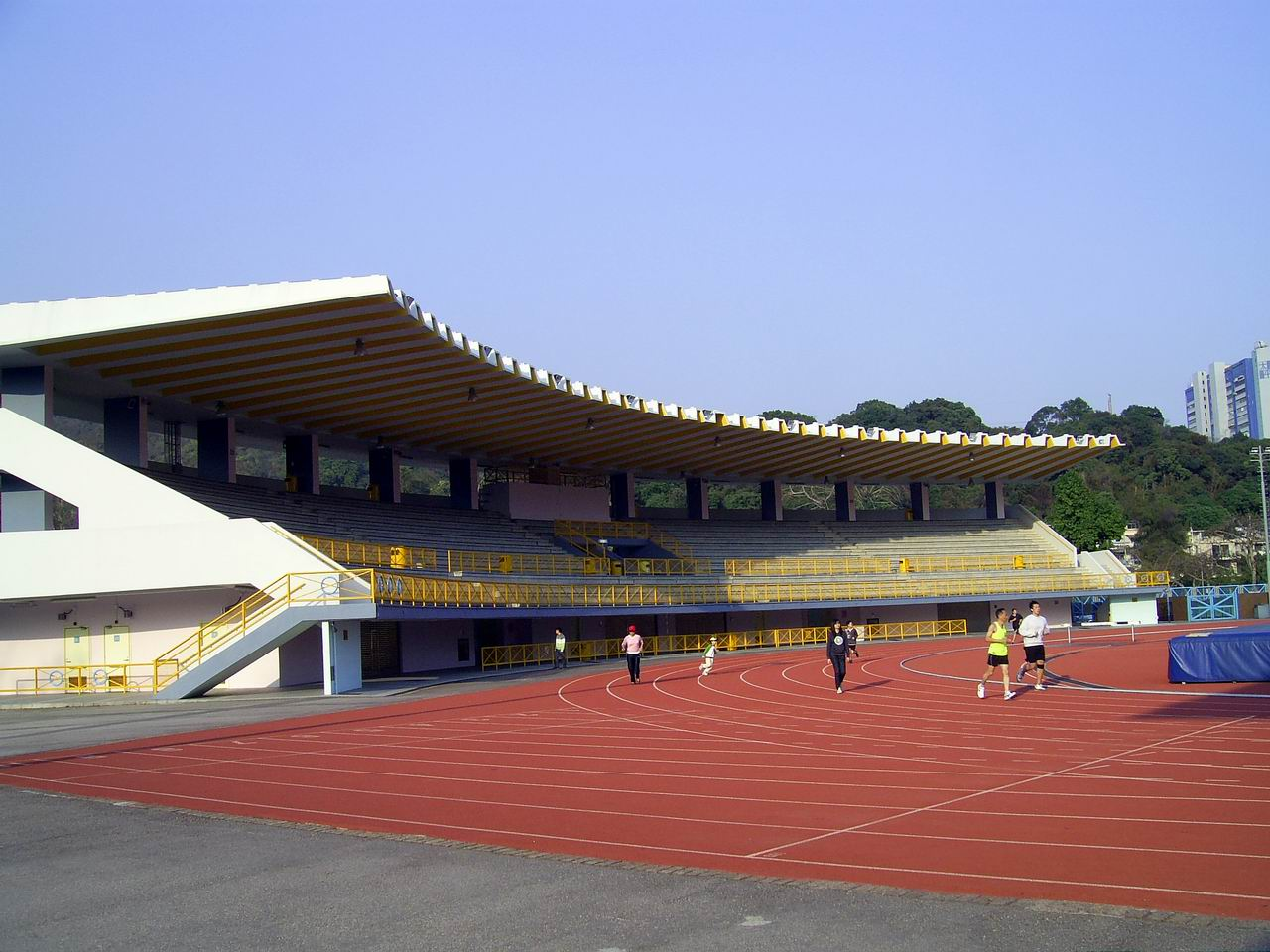
Tai Po Sport Ground
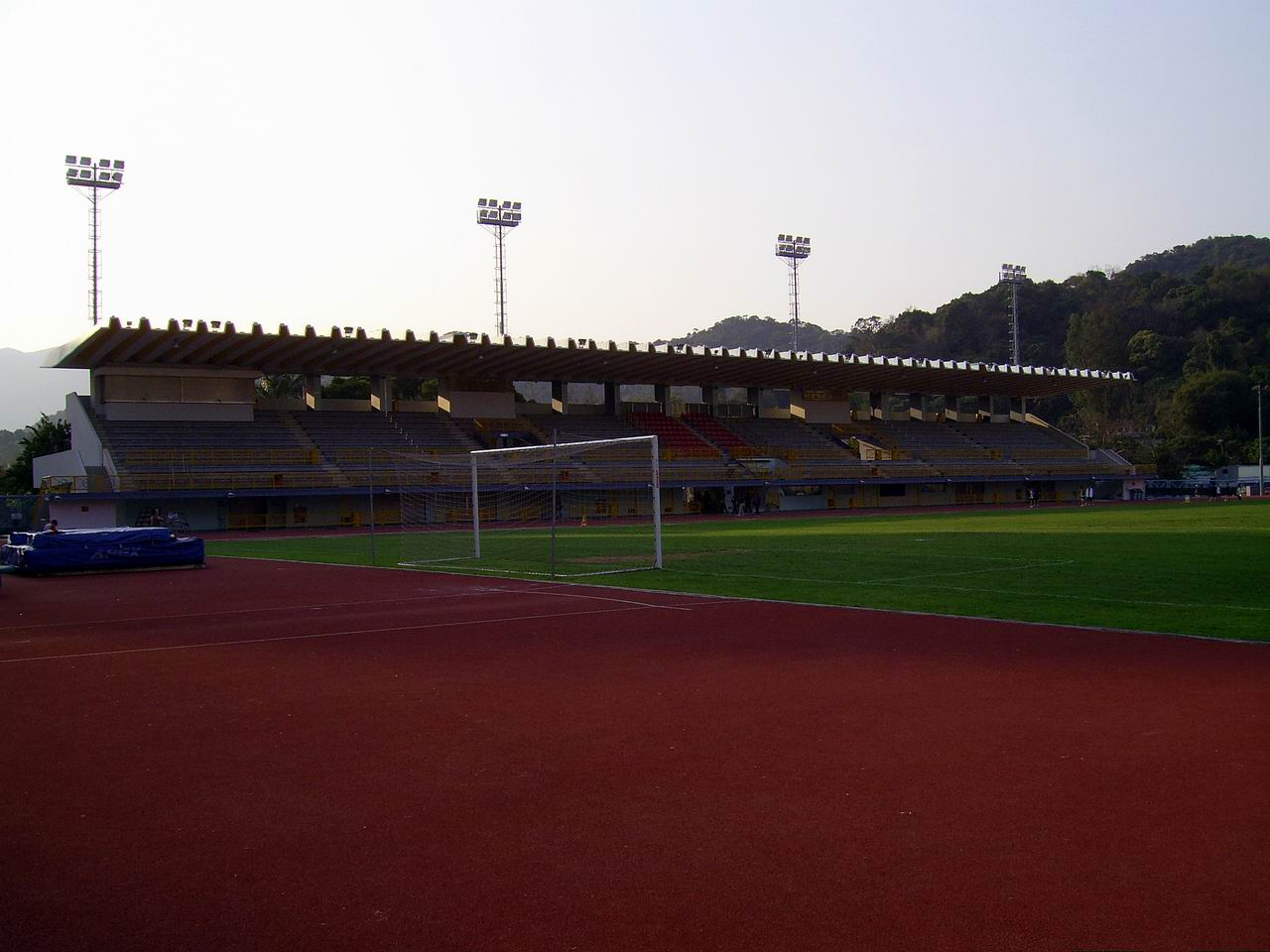
Tribune principale
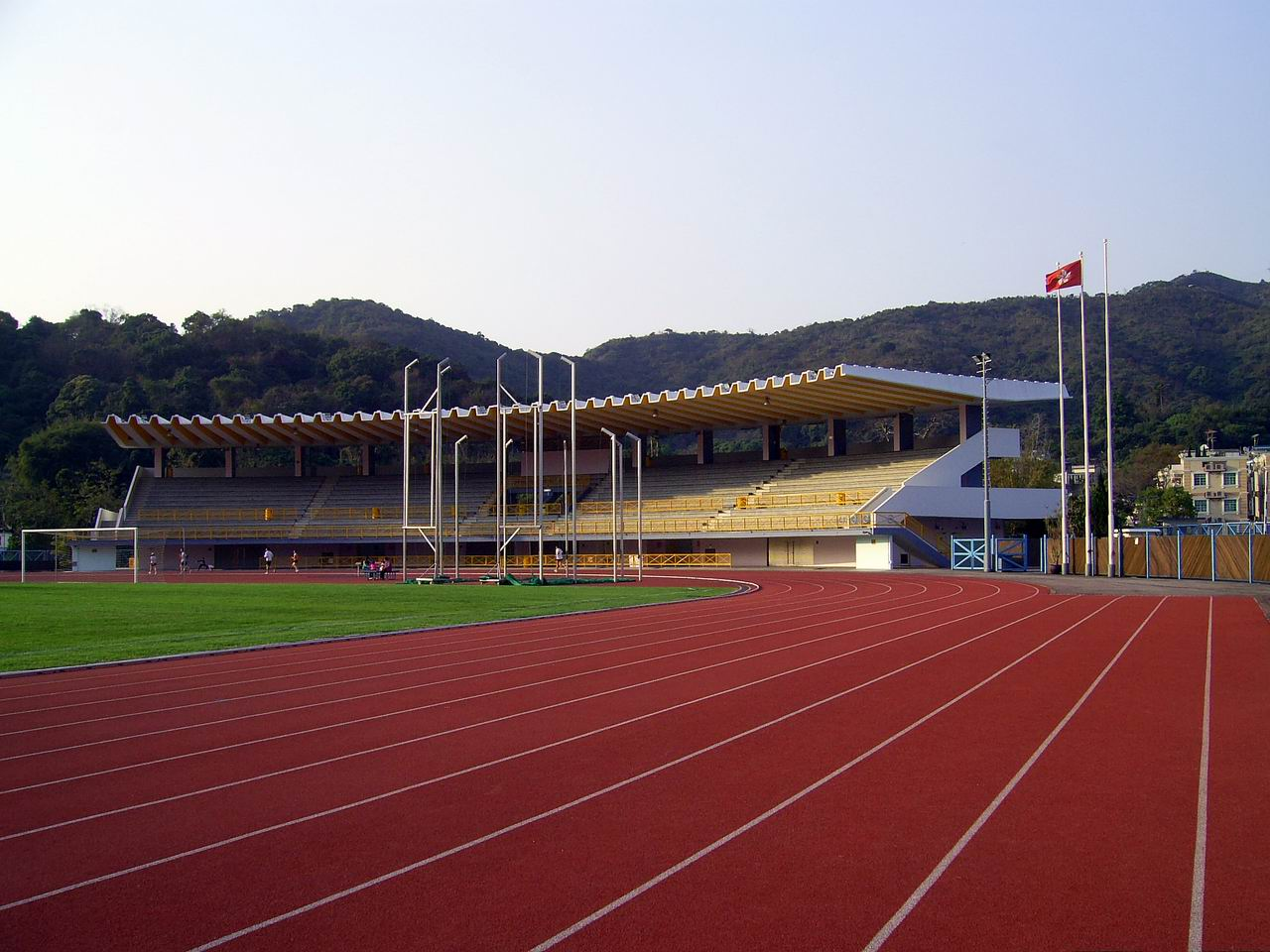
Tribune derrière le but
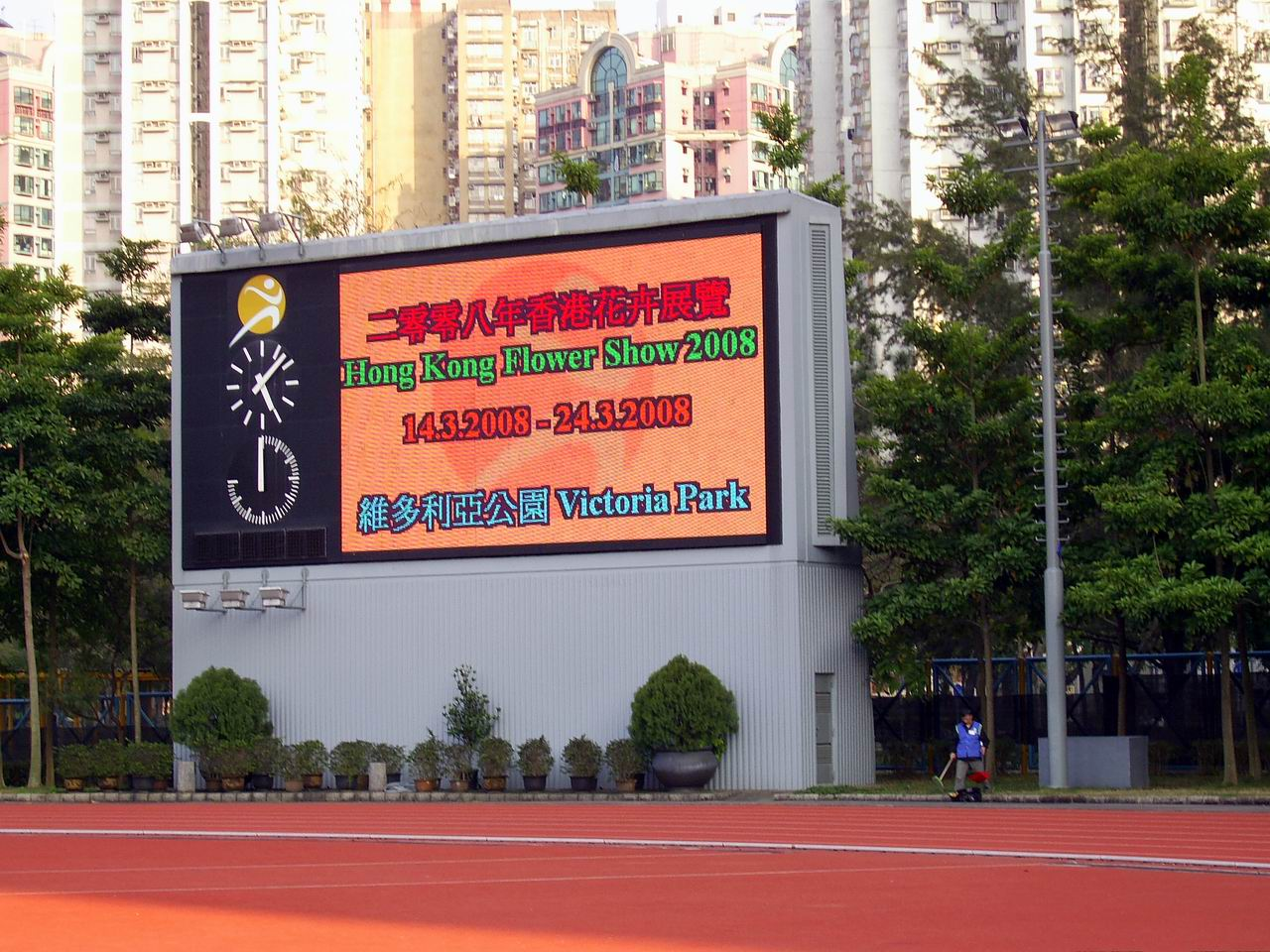
Tableau d'affichage
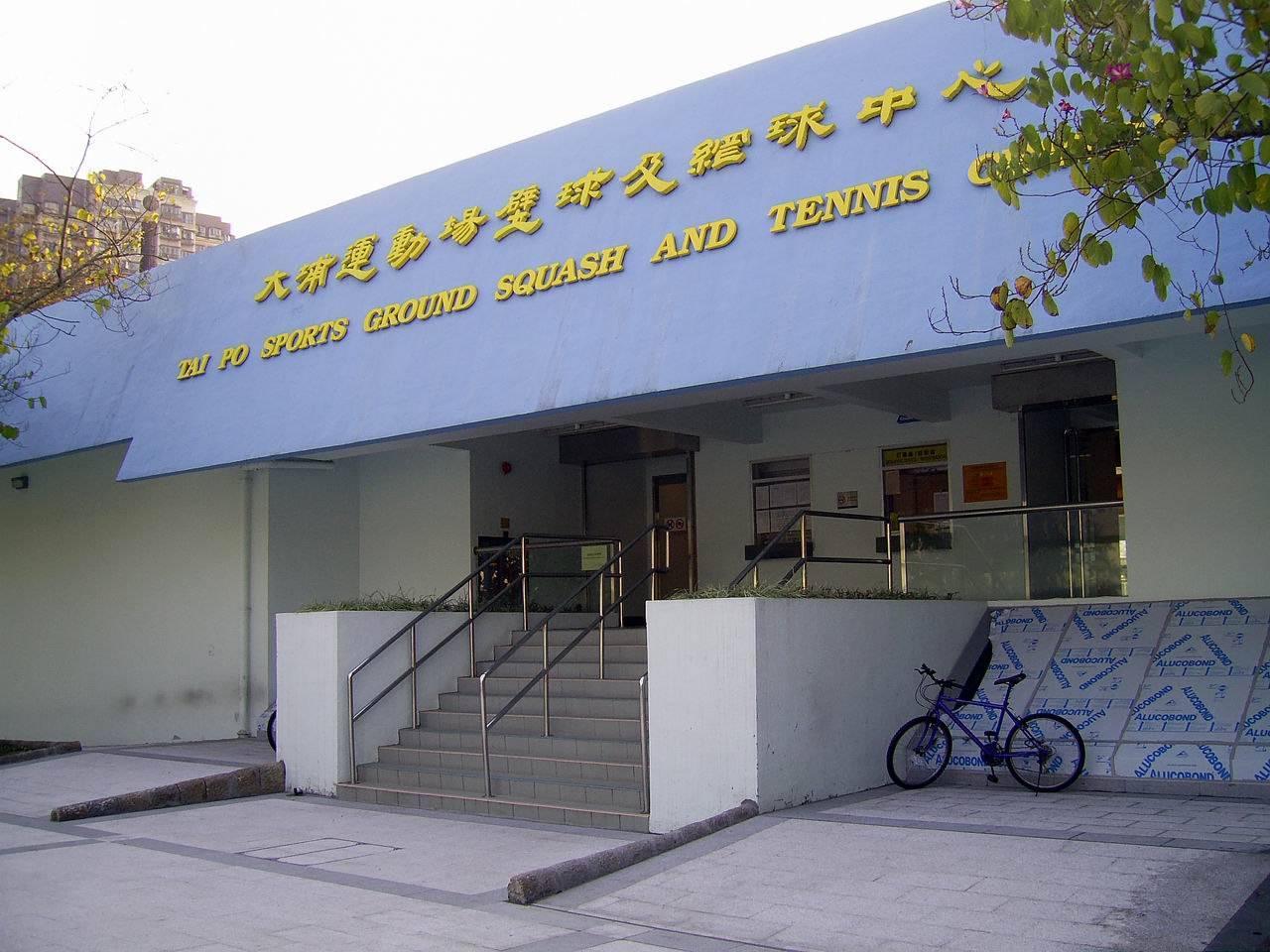
Centre de squash et de tennis
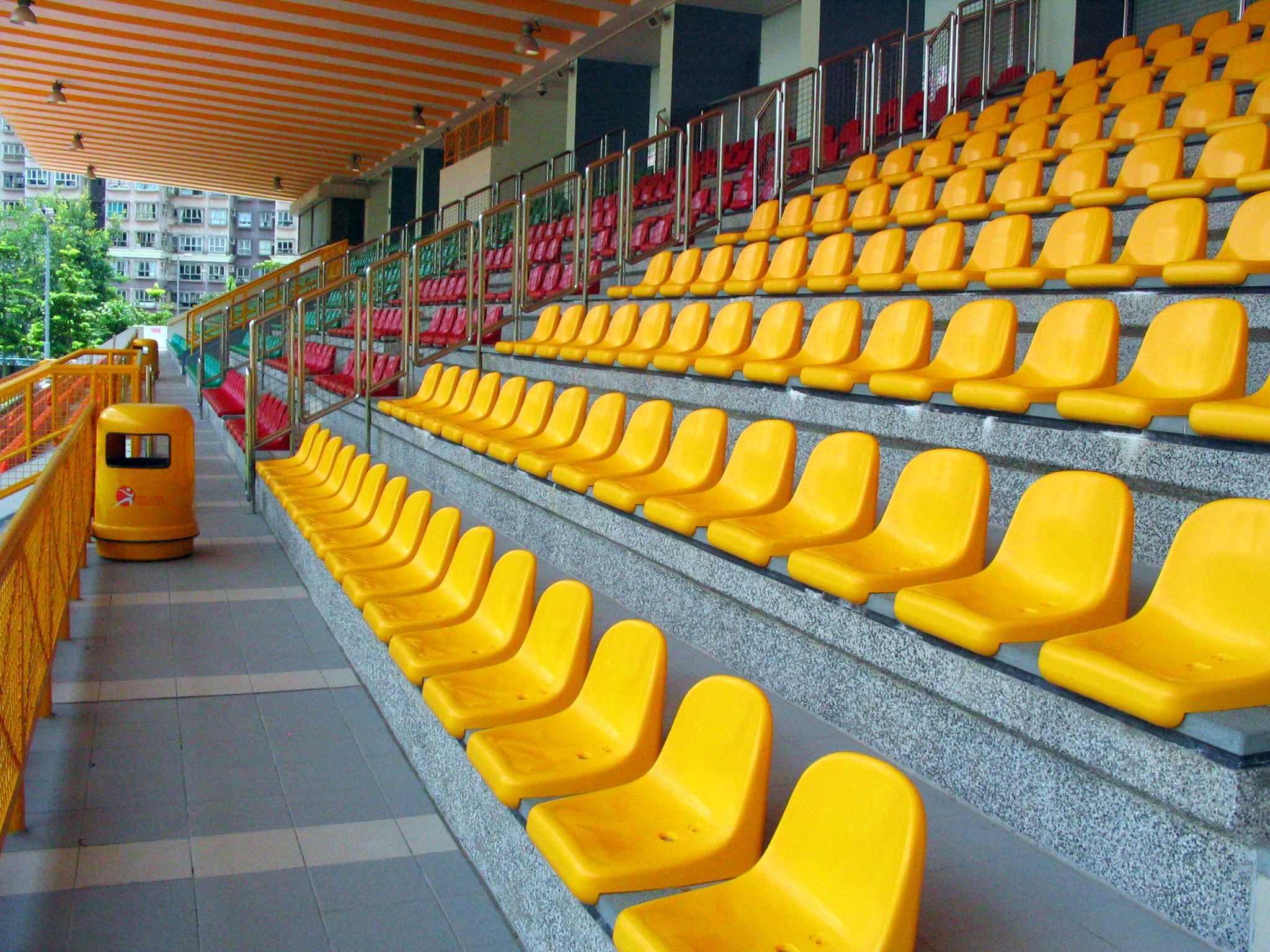
Sièges en tribunes
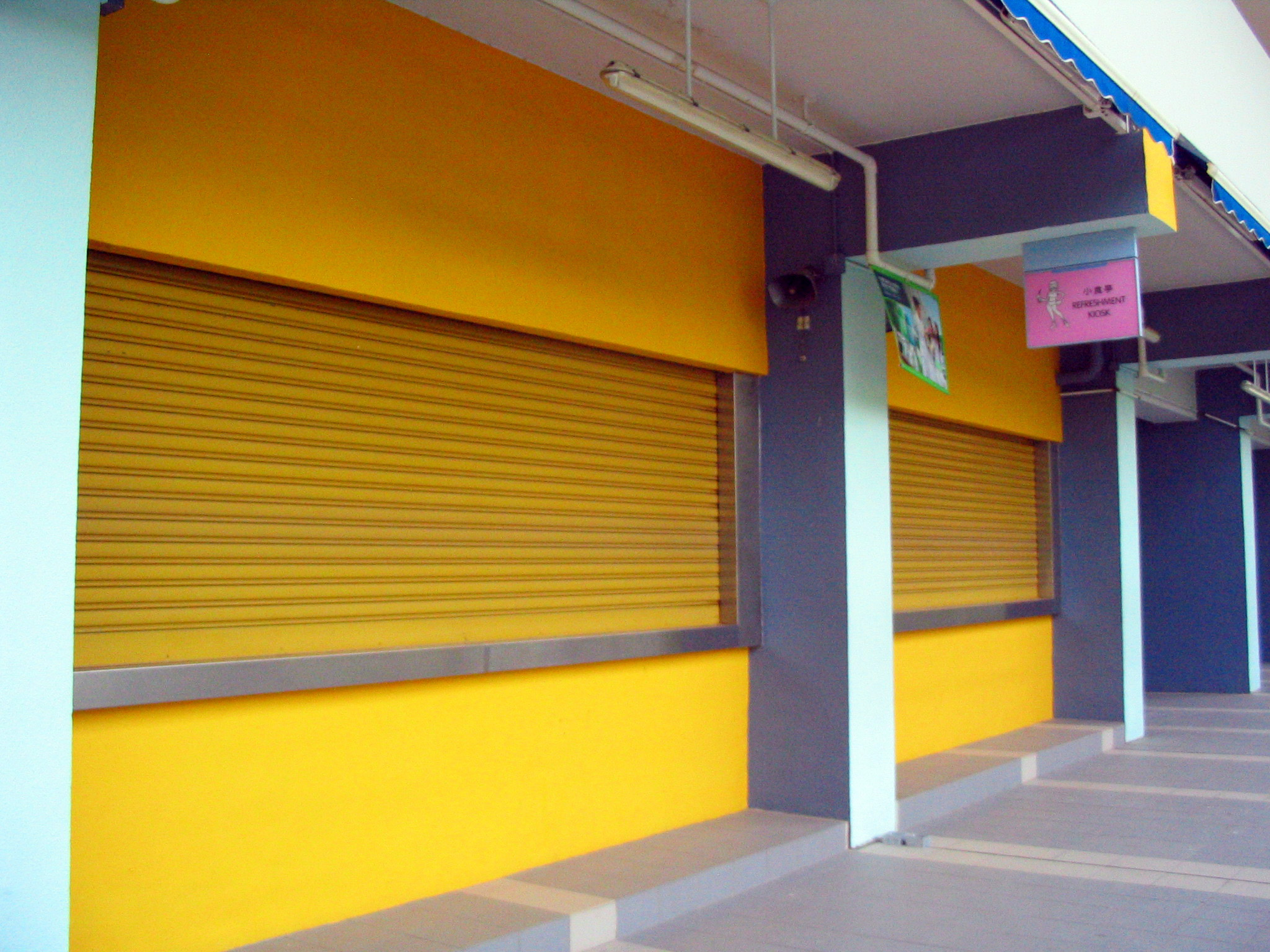
Kiosk